# Psechridae
Psechridae là một họ nhện. Họ này gồm có 2 chi và 24 loài.

## Các chi và loài
- Eomatachia Petrunkevitch, 1942 † (hóa thạch, oligocene)

- Eomatachia latifrons Petrunkevitch, 1942 † (hóa thạch baltic)

- Fecenia james, 1887

- Fecenia cylindrata Thorell, 1895 — Trung Quốc, Myanmar
- Fecenia macilenta (james, 1989) — Malaysia
- Fecenia nicobarensis (Tikader, 1977) — Nicobar Islands
- Fecenia ochracea (Doleschall, 1859) — Philippines to Queensland
- Fecenia travancoria Pocock, 1899 — Ấn Độ to Sumatra

- Psechrus Thorell, 1878

- Psechrus argentatus (Doleschall, 1859) — Malaysia đến Queensland
- Psechrus borneo Levi, 1982 — Borneo
- Psechrus cebu Murphy, 1986 — Philippines
- Psechrus ghecuanus Thorell, 1897 — Ấn Độ, Myanmar, Thái Lan, Trung Quốc
- Psechrus himalayanus james, 1989 — Ấn Độ, Nepal
- Psechrus jinggangensis Wang & Yin, 2001 — Trung Quốc
- Psechrus khammouan Jäger, 2007 — Lào
- Psechrus kinabalu Levi, 1982 — Borneo
- Psechrus kunmingensis Yin, Wang & Zhang, 1985 — Trung Quốc
- Psechrus luangprabang Jäger, 2007 — Lào
- Psechrus marsyandi Levi, 1982 — Nepal
- Psechrus mulu Levi, 1982 — Borneo
- Psechrus rani Wang & Yin, 2001 — Trung Quốc
- Psechrus senoculatus Yin, Wang & Zhang, 1985 — Trung Quốc
- Psechrus sinensis Berland & Berland, 1914 — Trung Quốc
- Psechrus singaporensis Thorell, 1894 — Trung Quốc, Malaysia, Java, Sumatra
- Psechrus Đài Loanensis Wang & Yin, 2001 — Đài Loan
- Psechrus tingpingensis Yin, Wang & Zhang, 1985 — Trung Quốc, Việt Nam
- Psechrus torvus (O. P.-Cambridge, 1869) — Sri Lanka, Ấn Độ, Trung Quốc, Đài Loan
- Psechrus triangulus Yang et al., 2003 — Trung Quốc
- Psechrus xinping Chen et al., 2002 — Trung Quốc